# Nilea innoxia
Nilea innoxia là một loài ruồi trong họ Tachinidae.